# Jelakci

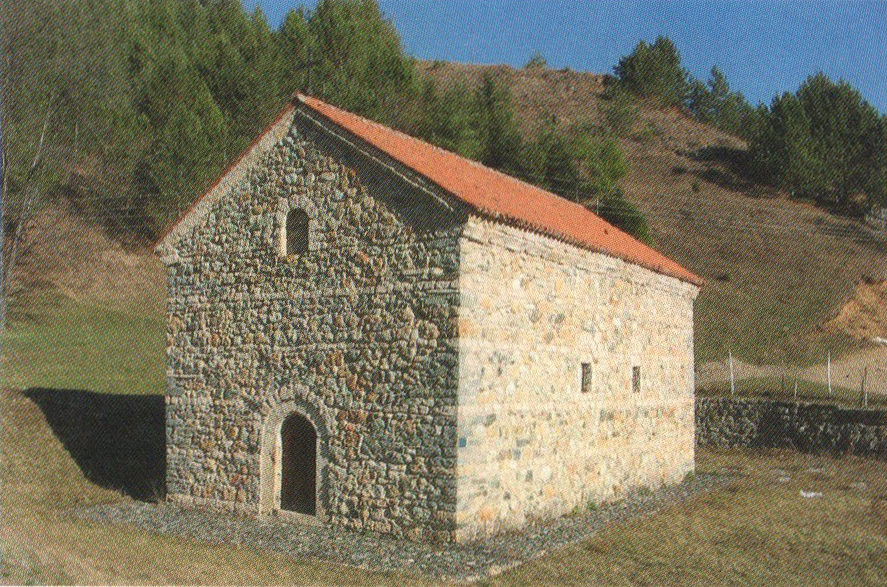
Igreja de St Peter e Paul em Jakekci

Jelakci (em cirílico: Јелакци) é uma vila da Sérvia localizada no município de Aleksandrovac, pertencente ao distrito de Rasina, na região de Župa. A sua população era de 348 habitantes segundo o censo de 2011.

## Demografia
| 1948 | 1953 | 1961 | 1971 | 1981 | 1991 | 2002 | 2011 |
| ---- | ---- | ---- | ---- | ---- | ---- | ---- | ---- |
| 913  | 980  | 1109 | 1082 | 844  | 627  | 437  | 348  |